# Rembrandt (film 1971)
Rembrandt è un film per la televisione del 1971 diretto da Rudolph Cartier. 
È basato sulla vita del pittore olandese Rembrandt Harmenszoon Van Rijn.